# Gibbula leucophaea
Gibbula leucophaea is een slakkensoort uit de familie van de Trochidae. De wetenschappelijke naam van de soort is voor het eerst geldig gepubliceerd in 1836 door Philippi als Trochus leucophaeus.